# Вулиця Гетьмана Сагайдачного (Черкаси)
Вулиця Гетьмана Сагайда́чного — вулиця в Черкасах, яка є головною вулицею мікрорайону Дніпровський.

## Розташування
Починається від вулиці Євгена Кухарця на півночі. Простягається на 4,5 км на південний схід до вулиці Зелінського. Після закриття вулиці Героїв Холодного Яру як транзитної, всі транзитні транспортні потоки перекинули на вулицю Гетьмана Сагайдачного на ділянці від вулиці Симиренківської до вулиці Петра Дорошенка, де збудоване коло.

## Опис
Вулиця досить різна в різних її ділянках. Початок досить вузький, потім від вулиці Максима Залізняка до вулиці Гуржіївської розширюється. На ділянці до вулиці В'ячеслава Чорновола вона взагалі має односторонній рух, та ще й у протилежному напрямку. Від вулиці В'ячеслава Чорновола вона розширюється до 1-2 смуг в кожному напрямку і від вулиці Симиренківської до кола на вулиці Петра Дорошенка вважається транзитною. Після кола вулиця знову звужується. В другій половині справа до вулиці примикають колишні яблуневі сади, які зараз перетворюють на новий житловий мікрорайон — Яблуневий. На ділянці між вулицею Симиренківською та вулицею Петра Дорошенка облаштована тролейбусною лінією.

## Походження назви
Вулиця була закладена 1956 року й названа на честь радянського генерала Миколи Ватутіна. 22 лютого 2016 року вулицю перейменовано на честь гетьмана Петра Сагайдачного.

## Будівлі
По вулиці розташовуються Черкасиводоканал, Спеціалізована школа № 13.

## Примітки

Черкасиводоканал
Спеціалізована школа №13